# マンハッタン・トランスファー駅
テンプレートを表示
マンハッタン・トランスファー駅（Manhattan Transfer Station、マンハッタン トランスファーえき）は、かつてアメリカ合衆国のニュージャージー州ハリソンに存在した鉄道駅である。
ペンシルバニア鉄道（PRR）の本線（旧ニュージャージー鉄道、現在のアムトラック北東回廊）と、パストレインの前身であるハドソン・アンド・マンハッタン鉄道（H&M）のパーク・プレイス-ハドソン・ターミナル線が乗り入れていた。駅には出入口が設けられておらず、構外からのアクセスは不可能であった。

## 概要
ニューアークより東側、ハドソン川西岸の湿地であるジャージー・メドウズの西側に位置していた。
1910年にPRR本線がニューヨーク・ペン駅へ延伸された際に、同駅の8.8マイル (14.2 km)手前に開業した。当駅よりニューアーク方面は従来の蒸気機関車、ニューヨーク方面はトンネルでハドソン川を抜ける関係から電気機関車が使用され、当駅は機関車の付け替え地点として利用された。翌1911年にはH&Mのパーク・プレイス-ハドソン・ターミナル線も当駅へ接続、同線への乗換駅としての役目も果たした。
この他、PRR本線にはニューヨークからシカゴ方面を結ぶリーハイ・バレー鉄道およびボルチモア・アンド・オハイオ鉄道（旧フィラデルフィア・アンド・レディング鉄道）が乗り入れていた。
PRR本線の電化と駅の統廃合に伴い、ニューアーク・ペン駅へ統合される形で1937年6月20日に廃駅となった。

## 歴史

### PRRのニューヨーク延伸と当駅の開業

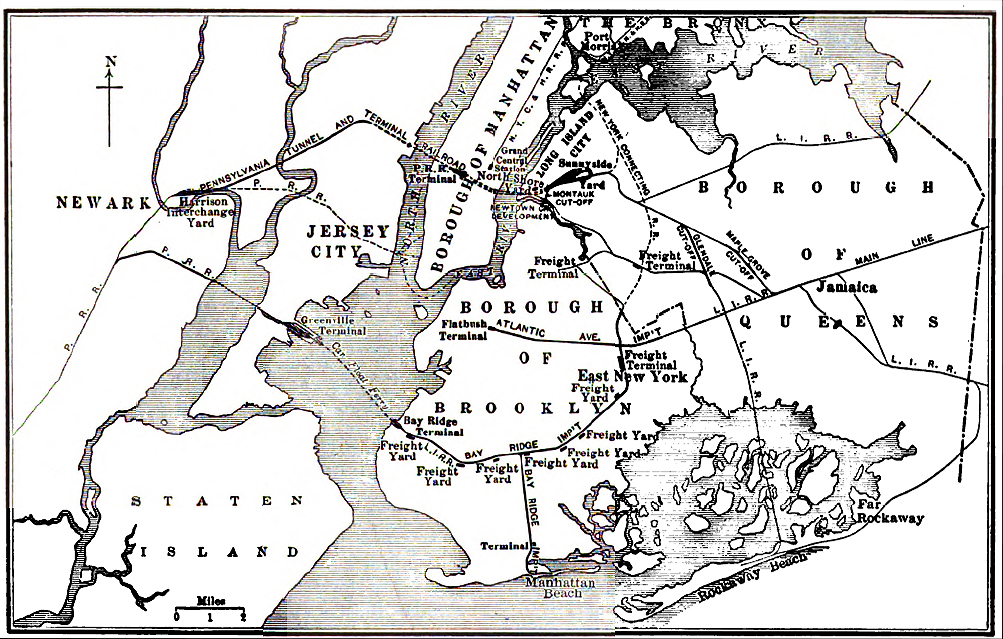
1912年のニューヨーク周辺の鉄道。図左側の「Harrison Interchange Yard」の位置に当駅がある。

1910年までは、ハドソン川を越えてニュージャージー州とニューヨークを結ぶ鉄道は存在せず、ハドソン川沿岸から舟運が利用されていた。PRRも例外ではなく、沿岸のジャージーシティにあるエクスチェンジ・プレイス駅をターミナルとしていた。
1910年11月27日、PRRはハドソン川の地下にノースリバートンネルを掘削し、ニューヨーク市内のターミナル駅・ニューヨーク・ペン駅を開業する。この線路はニューアークから2マイル (3.2 km)東の地点で元来の本線より北東へ分岐し、ジャージー・メドウズを横切りトンネルへと至るものであった。この時、ジャージー・メドウズの西側に開業したのがマンハッタン・トランスファー駅である。ニューヨーク・ペン行きの列車は当駅で停車し、蒸気機関車からトンネル内を通行可能な電気機関車への付け替えを行っていた。また、ニューヨーク・ペン方面の開業により事実上の支線となったエクスチェンジ・プレイス方面への乗換駅としての側面もあった。この時点ではハドソン川でのフェリーの運行が続けられていたほか、エクスチェンジ・プレイス駅にはH&Mの駅が近接しており、PRRとと相互乗換が可能であった。

### H&Mの接続
そのH&Mは1911年10月1日、ハドソン・ターミナルとパーク・プレイス駅を結ぶパーク・プレイス-ハドソン・ターミナル線を開業する。当時の途中駅はエクスチェンジ・プレイス、グローブ・ストリート、サミット・アベニュー、マンハッタン・トランスファー、ハリソンの5駅であった。その後、H&Mの列車はホームの外側へ停車するようになり、PRRのニューヨーク・ペン行き列車から乗り継げるようになった。H&Mは郵便物の輸送も行っており、ハドソン・ターミナルで積み込まれたチャーチ・ストリート郵便局からの郵便物を、当駅でPRRの列車へ積み替えていた。
H&Mではパーク・プレイス-ハドソン・ターミナル線の開業に際し、PRRと共同でMP38形電車が導入された。「マカドゥー・レッド」と呼ばれた赤色の車体が特徴のMP38形は、当駅とニューヨーク方面のみで運行され、H&MとPRRの結びつきを示すために両社のロゴタイプを掲げていた。1922年まではPRRでも当駅 - ニューヨーク・ペン駅の区間列車が運行されており、MP54形電車が使用された。

### 事故の頻発
1920年代には当駅での鉄道事故が相次いだ。
1921年10月27日、PRRの列車同士が衝突する事故が発生し、36人の負傷者が出た。濃霧により信号が見えなかったことが原因とされている。それから1年足らずの1922年8月31日、再び濃霧を原因とする列車衝突事故が発生する。この事故ではH&Mの列車同士が衝突し50人が負傷、うち8人は重傷であった。H&Mの列車同士の衝突事故は1923年7月22日にも発生し、15人の負傷者に加え1人の死者を出す事態となった。1925年2月24日にはPRRの列車同士で衝突事故が発生し3人が死亡、32人以上が負傷した。

### 廃止
PRRでは、1913年に上層部によりフィラデルフィア周辺の自社線の電化が決議されたが、これは11kV架空電車線方式によるものであった。当時PRRの本社所在地フィラデルフィアにおけるターミナル駅であったブロードストリート駅は、頭端式ホームであったために列車のスイッチバックを行う必要があり、列車の方向転換に時間がかかることが原因で頻繁に混雑していた。当駅からニューヨーク・ペン駅およびエクスチェンジ・プレイス駅の間は650V第三軌条方式という独自の方式であった。
1928年、PRRとニューアーク市政府はニューアーク・ペン駅の建設と、それに伴う3つの駅の廃止に合意した。その3駅はPRRのマーケット・ストリート駅、H&Mのパーク・プレイス駅、そして当駅であった。H&Mはパセイック川を渡りニューアーク・ペン駅へ至る新線を建設し、H&M・PRRは当駅に代わりニューアーク・ペン駅で接続することとなった。

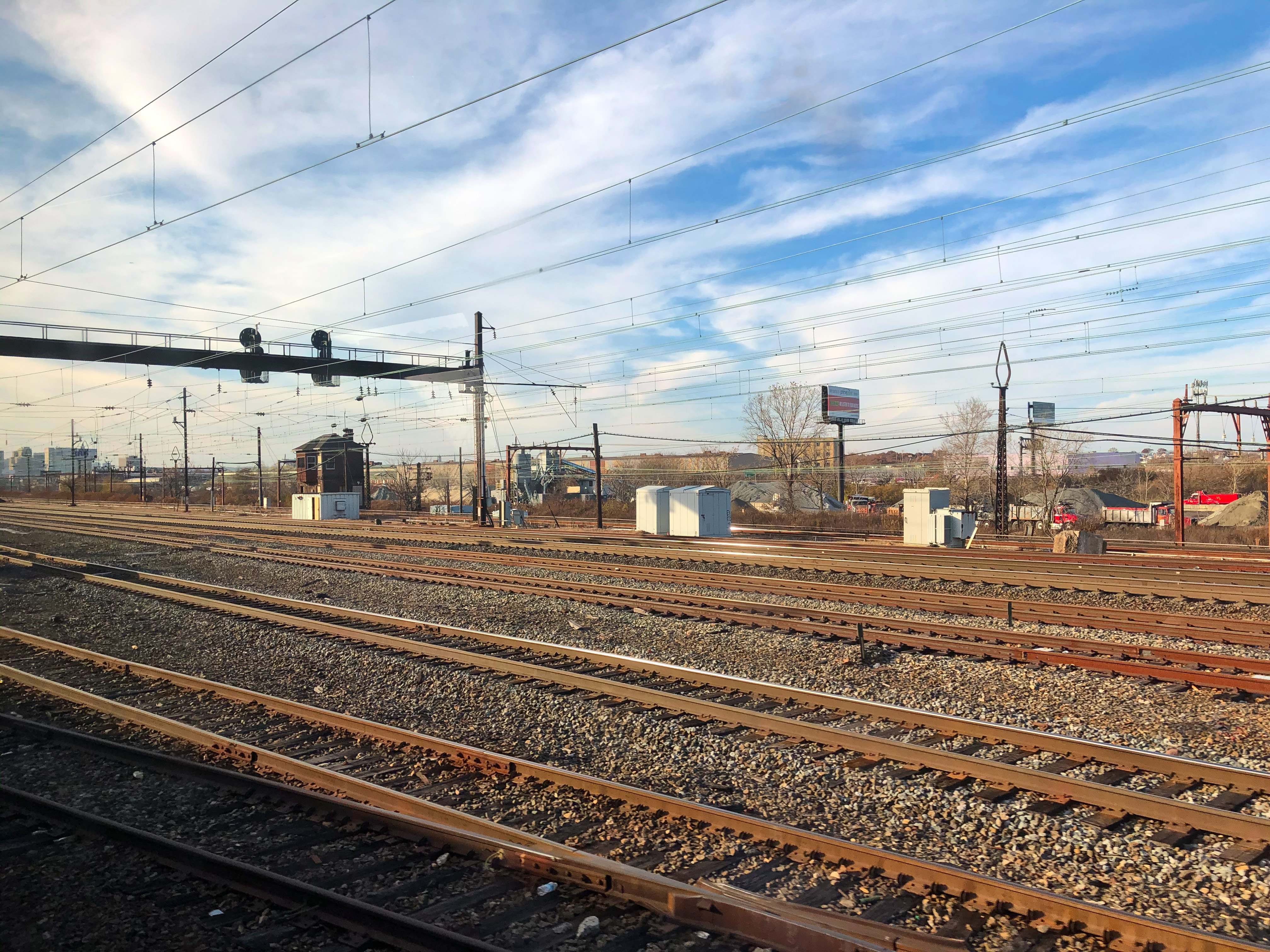
駅跡地（2019年）

1929年には、PRR本線ニューアーク方面を11kV架空電車線方式で電化する契約が発注された。その2年後、金利の低下と高い失業率の観点から、4年かけて行われる予定だった電化計画を2.5年へ短縮することがPRRの社長によって告知された。加えて、ニューアーク・ペン駅への新線はパセイック川の上空に建設された。1932年12月にはPRR本線のエクスチェンジ・プレイス方面が11kV架空電車線方式で電化され、それから2ヵ月の間にニューアーク・ニューヨーク両方面が同様の方式により電化された。1933年3月の時点で、PRR本線のほとんどの列車は電気機関を使用していたが、当駅への停車はH&Mパーク・プレイス-ハドソン・ターミナル線との接続のために続けられた。1940年頃にノースリバートンネルの第三軌条は撤去されている。
1937年6月20日、H&Mのターミナルがパーク・プレイス駅からニューアーク・ペン駅へと移ったことで、マンハッタン・トランスファー駅は廃止された。営業期間中の利用者数は総計で2.3億人であったと推定されている。
当駅は後に解体されたが、ホームの跡地は1960年代まで痕跡が残っていた。1967年にセントラル・レールロード・オブ・ニュージャージーの「アルデン計画」により同社がニューアーク・ペン駅への乗り入れを開始した際、ニューヨーク方面行きホームの一部が同社の操車場へ転用された。

## 駅構造
1面2線の島式ホームが2つの計2面4線で、片方がニューアーク方面行き、もう片方がニューヨーク方面行きと分けられていた。各ホームの長さは1,100フィート (340 m)、幅は28フィート (8.5 m)であった。この4線のほか、副本線が発着線の内外両側に存在した。H&Mの列車はホームの外側、PRRの列車は内側を利用した。両ホームは煉瓦製で、後年には荒れ果てていたという。
ニューアーク方面ではPRR本線が南西へ、パーク・プレイス-ハドソン・ターミナル線が北西へ分かれており、パーク・プレイス-ハドソン・ターミナル線は当駅の先で高架となってパーク・プレイス方面へと向かっていた。一方のニューヨーク方面では、PRR本線が北東、パーク・プレイス-ハドソン・ターミナル線が南東へと分かれ、それぞれノースリバートンネルおよびダウンタウン・ハドソン・チューブでハドソン川の地下を通っていた。構内には2つの信号塔があり、西側に「タワーN」、東側に「タワーS」と呼ばれる信号塔が設置されていた。。
各ホーム上には発車標が設置されており、行先と列車名を示す20種類ほどの標示が存在した。列車が到着する直前には、駅員が長い棒で発車標の標示を切り替えていた。
当駅へのアクセス手段は列車のみであり、駅構外へ出ることはできなかった。

## 当駅を題材とした作品
マンハッタン乗換駅
1925年に出版されたジョン・ドス・パソスの小説。1890年から1920年にかけてのマンハッタンを舞台に、そこに暮らす4人の登場人物の様子を著したものである。
ただし当駅自体の所在地は、上述の通りマンハッタンどころかニューヨーク市内ですらない。作中においても、登場人物の一人が新婚旅行に出かける際に一度だけ登場するのみである。

## 隣の駅
ペンシルバニア鉄道
本線
マーケット・ストリート駅 - マンハッタン・トランスファー駅 - ニューヨーク・ペン駅
マンハッタン・トランスファー駅 - エクスチェンジ・プレイス駅
ハドソン・アンド・マンハッタン鉄道
パーク・プレイス-ハドソン・ターミナル線
サミット・アベニュー駅 - マンハッタン・トランスファー駅 - ハリソン駅